# Nicolas Martin (musicien)
Pour les articles homonymes, voir Nicolas Martin et Martin.
Nicolas Martin, né au début du XVIe siècle, probablement à Saint-Jean-de-Maurienne, et mort dans cette ville vers 1570, est un compositeur et poète savoyard.

## Biographie
Nicolas Martin est repéré comme enfant de chœur puis comme membre de la chapelle musicale de la cathédrale de Saint-Jean-de-Maurienne ; il se nomme d’ailleurs en 1555 « musicien en la cité de Saint-Jean de Morienne ». Les termes de droit qu’il emploie dans une de ses chansons laissent entendre qu’il ait pu être instruit dans cette science : peut-être a-t-il été clerc de notaire, ou détenteur d'un office municipal (c'est le cas dès 1561).
Au début de 1555, il est probablement à Lyon, pour l’impression de ses noëls, mais revient dans la cité savoyarde puisqu’il est cité le 22 décembre 1555 comme témoin dans un procès survenu entre les syndics de Valloire et ceux de Saint-Jean de Maurienne. Fin décembre 1560, il achète aux enchères la charge de marqueur ou vérificateur des poids et mesures de sa ville. En mars 1565, il participe à l'élaboration d'un mystère de la Passion pour conjurer la peste qui ravage la ville. En 1569 enfin, il travaille aux préparatifs de la réception du nouvel évêque, Pierre de Lambert et assiste à un conseil général de la ville.
En janvier 1571, son poste de vérificateur des poids et mesures est attribué à un autre à cause de son décès, survenu probablement en 1570, donc. Il a laissé une veuve qui, en 1579, se disait propriétaire d'un tissage et de quelques terres et on ignore s'il a eu des enfants.

## Œuvres

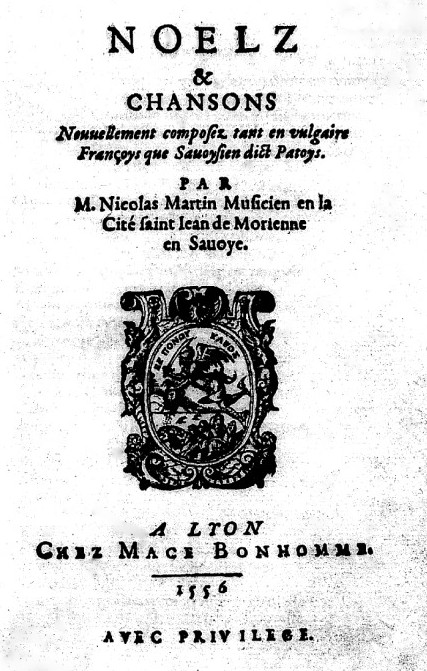
Page de titre des Noelz et chansons de 1556.

Noëlz et chansons nouvellement composez tant en vulgaire françoys que savoysien dict patoys. Lyon : Macé Bonhomme, 1555. 8°, 103 p., musique notée à 1 v. Guillo 1991 n° 31a, RISM M 780. Paris Maz. : Rés 21673. Il existe une émission datée 1556 (Guillo 1991 n° 31b. Lyon BM : Rés FM 356050) ; outre la date elle ne diffère que par quelques détails.
L’ouvrage contient 8 noëls français, 8 noëls en patois savoisien, 13 chansons en patois savoisien et 4 chansons françaises, tous à une voix ; quatre mélodies sont communes à un noël et une chanson. La préface, écrite par l’auteur s’adressant à son imprimeur Bonhomme, précise qu’il écrit tant les textes que les musiques.
Ces Noëlz constituent la première source imprimée du patois savoisien ; à ce titre – et outre son intérêt poétique et musical – ils ont fait l’objet de nombreuses études et rééditions :
- La Muse savoysienne au XVIe siècle, éd. Aymé Constantin, in Revue savoysienne, 31 octobre 1878 au 30 juin 1879. Avec transcription de la musique.
- Les Noelz & chansons... avec la musique d’après l’exemplaire unique conservé à la Bibliothèque Mazarine, éd. Joseph Orsier. Paris : Léon Willem, 1883. 16°, 103 p.
- Les Noelz et chansons... Étude historique et paroles françaises par Bernard Secret. Transcription métrique et harmonisation par Ernest Luguet. – Chambéry : Dardel, 1942. 8°, 49 p., mus. [Contient seulement 4 noëls et 7 chansons].
- Les Noelz et chansons... (fac-similé retouché et corrigé de l’émission de 1556 avec une introduction de M. Clément Gardet et des dessins de Philippe Kaeppelin). - Annecy : Gardet et Garin, 1942. 16°, X-108 p., mus.
- Noelz & chansons... (fac-similé retouché et corrigé de l’émission de 1555 avec introduction, traductions et transcriptions musicales de Clément Gardet). - Annecy : Gardet, 1973. 8°, XXVI-168 p., mus.
- Noëls et chansons : en français et en patois savoyard, publiés à Lyon en 1555 ; édition critique avec traduction par Gaston Tuaillon. Montmélian : la Fontaine de Siloé, 2008. 8°, 283 p., mus.

## Discographie
Quelques noëls ont été enregistrés dans des disques divers (voir le catalogue de la Bibliothèque nationale de France).